# Gwangyang
Gwangyang (Hán Việt: Quang Dương) là một thành phố thuộc tỉnh Jeolla Nam tại Hàn Quốc. Thành phố có nhà máy Thép Gwangyang của tập đoàn POSCO, cơ sở lớn nhất về lĩnh vực này trên thế giới.
Phía bắc của thành phố là huyện Gurye, phía đông dọc theo sông Seomjin là huyện Hadong của tỉnh Gyeongsang Nam, phía nam là vịnh Gwangyang. Gwangyang là trung tâm phát triển của Khu kinh tế Mở Vịnh Gwangyang (GFEZ) hoàn thành vào năm 2011. Khu kinh tế mở sẽ tập trung vào cảng vận chuyển container, sản xuất thép, đóng tàu cũng như các lĩnh vực khác.
Các ngọn núi trong địa bàn thành phố gồm Baegansan (백운산, 1.217m), ở phía nam có Gayasan (가야산, 497m) và Gubonghwasan (구봉화산, 473m). Baegunsan núi cao thứ hai ở tỉnh Jeolla Nam sau Jirisan (지리산, 1.915m). Nhiệt độ trung bình của thành phố là 13,7 °C, trung bình tháng 1 là 0,1 °C, và trung bình tháng 7 là 27,8 °C. Lượng mưa trung bình năm đạt 1.296 mm.
Năm 2007 một kế hoạch được lập nên và một cuộc trưng cầy dân ý đang được lên kế hoạch về việc hợp nhất ba thành phố Yeosu, Suncheon và Gwangyang thành một đô thị, theo sau khu Kinh tế Mở Vịnh Gwangyang.

## Thành phố kết nghĩa
- Songpa-gu, Seoul, Hàn Quốc
- Pohang, Gyeongsang Bắc, Hàn Quốc
- Hadong, Gyeongsang Nam, Hàn Quốc
- Linz, Áo
- Đại Liên, Trung Quốc
- Thâm Quyến, Trung Quốc
- Thành Đô, Trung Quốc